# 董家镇 (丰城市)
董家镇，是中华人民共和国江西省宜春市丰城市下辖的一个乡镇级行政单位。

## 行政区划
董家镇下辖以下地区：
董家社区、京山村、老塘村、孙家村、蓝塘村、密塘村、傅家村、金塘村、东坑村、泉溪村、南庄村、王田村、云溪村、田塘村、柏树村、后塘村、田东村和塘头村。